# Rev I de Juiste
Rev I "de Juiste" (Georgisch:რევ I მართალი, Rev Mart'ali) was koning van Iberië (huidige Georgië) van 189 tot 216. Hij was de stichter van Iberische Arsaciden dynastie.
Hij werd door de rebelerende Georgische adel als koning benoemd, die aan moederszijde verwant was met de laatste Parnavazische koning Amazasp II van Iberië.